# 行慶
行慶（ぎょうけい、康和3年（1101年） - 永万元年7月16日（1165年8月24日））は、平安時代後期の天台宗の僧。父は白河天皇、母は備中守源政長女。狛僧正、桜井僧正とも呼ばれる。
出家して園城寺に住し、大治3年（1128年）には大僧正に昇った。その後、保延元年（1135年）に四天王寺別当、仁平2年（1152年）には園城寺長吏に任じられている。近衛・後白河・二条三代の天皇の護持僧となるが、特に後白河院からは譲位後も厚く信頼されていた。その一方で応保2年（1162年）に前関白藤原忠通が出家した際には御戒師も務めている。